# Gołąbek brunatny

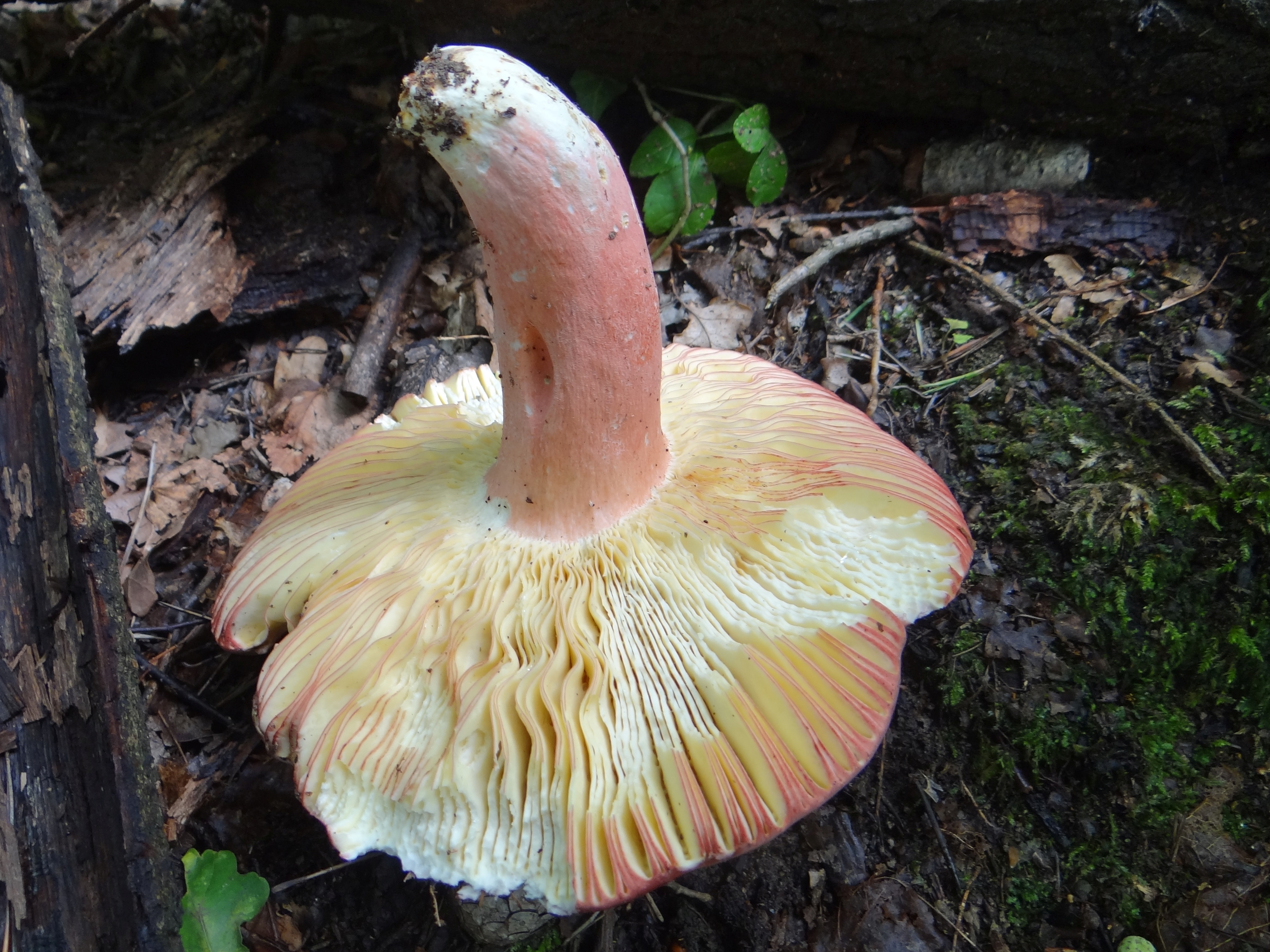

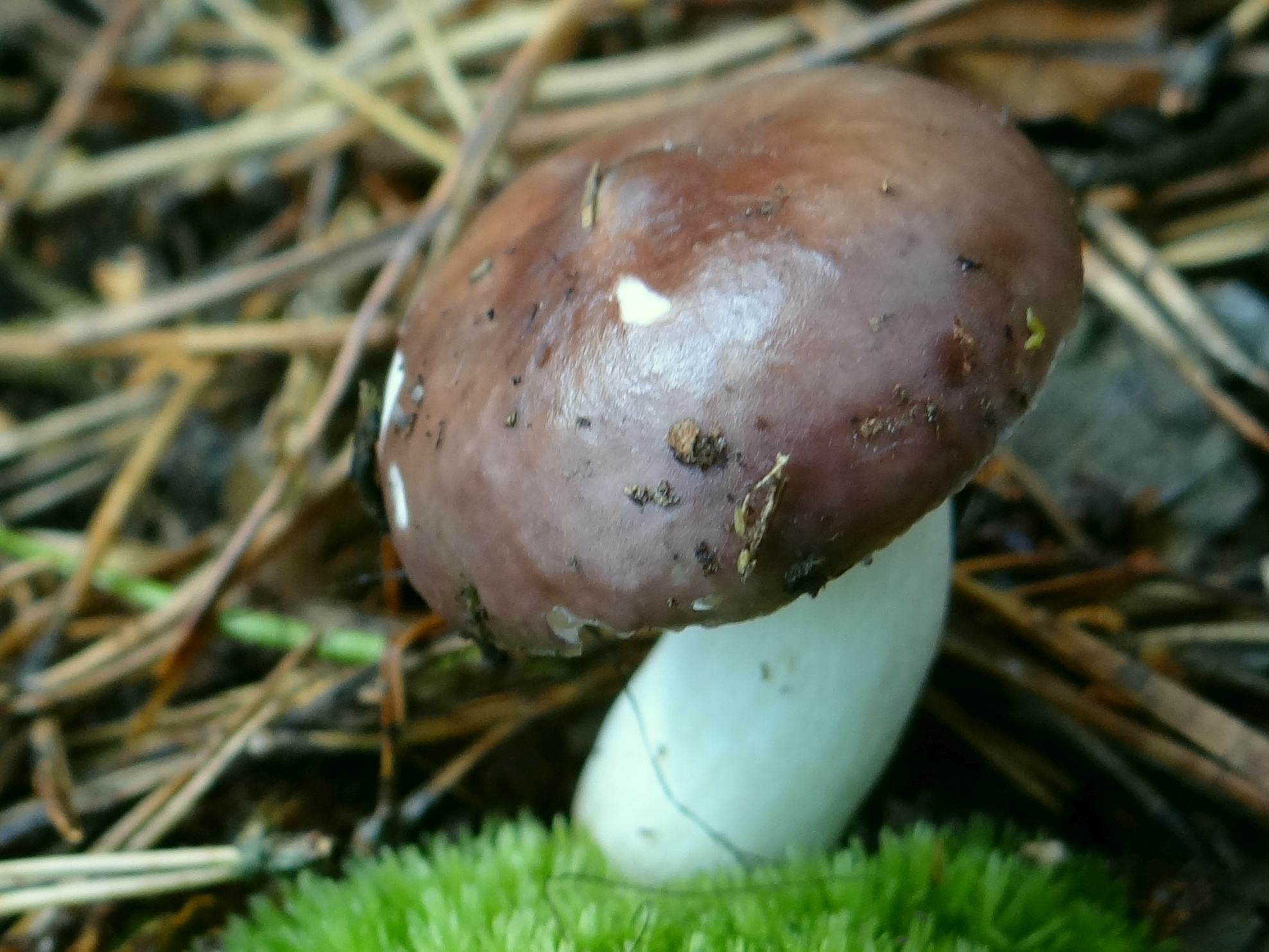

Gołąbek brunatny (Russula badia Quel.) – gatunek grzybów z rodziny gołąbkowatych (Russulaceae).

## Systematyka i nazewnictwo
Pozycja w klasyfikacji według Index Fungorum: Russula, Russulaceae, Russulales, Incertae sedis, Agaricomycetes, Agaricomycotina, Basidiomycota, Fungi.
Po raz pierwszy opisał go w 1881 r. Lucien Quélet i nadana przez niego nazwa naukowa jest aktualna. Synonimy:
- Russula badia Quél. 1881 var. badia
- Russula friesii Bres. 1929

Polską nazwę podała Alina Skirgiełło w 1991 r.

## Morfologia
Kapelusz
Masywny, o średnicy 7–10(15) cm. Kształt początkowo wypukły, później wklęsły. Powierzchnia gładka, o barwie ciemnoczerwonej, pąsowej, mahoniowej, lub purpurowoczarniawej. Zazwyczaj jest z fioletowym odcieniem, ale zdarzają się też okazy z żółtym odcieniem. W czasie suchej pogody jest matowa, podczas deszczu lepka. Skórka daje się ściągnąć do 2/3 promienia kapelusza. Brzeg tępy, początkowo gładki, później słabo i krótko karbowany.
Blaszki
Cienkie i gęste, często rozwidlające się. Przy trzonie są wolne lub nieco zatokowato wycięte. Barwa jasnokremowa do jasno-ochrowo-żółtej. Ostrza czasami zaróżowione.
Trzon
Wysokość 4–10 cm, grubość 1,2–2,5 cm, kształt walcowaty lub odwrotnie maczugowaty. Jest mocny, początkowo pełny, później watowaty. Pod kapeluszem żeberkowany lub szorstki, poza tym gładki. Powierzchnia biała lub jasnoróżowo nabiegła.
Miąższ
Gruby, twardy, biały, tylko pod skórką różowy. Ma słaby zapach nieco podobny do zapachu olejku cedrowego. W smaku początkowo jest łagodny, ale później staje się palący i uczucie to długo się utrzymuje.
Cechy mikroskopowe;
Wysyp zarodników od jasnożółtego do ciemnoochrowego. Bazydiospory elipsoidalne o rozmiarach 8–11 × 6,5–8,2 μm. Mają brodawkowato-grzebieniastą powierzchnię o niepełnych oczkach siatki. Brodawki są duże i tępe lub ostre, ale są też brodawki bardzo drobne. Plamka na zarodnikach wyraźna. Podstawki o rozmiarach 40–55 × 10–14 μm. Wrzecionowate cystydy mają rozmiar 60–150 × 8–10(12) μm i posiadają kończyk. Pod wpływem sulfowaniliny szarzeją. W skórce znajdują się duże dermatocystydy.
Gatunki podobne
Jest kilka podobnych gołąbków. Morfologicznie trudny do odróżnienia jest gołąbek słodkawy (Russula integra). Łatwo jednak odróżnić je próbą smakową: gołąbek słodkawy ma łagodny smak, a g. brunatny ogromnie piekący. Podobny jest także gołąbek agrestowy (Russula queletii).

## Występowanie i siedlisko
Występuje tylko w Europie. Rozprzestrzeniony jest w iglastych lasach całej Europy. W polskim piśmiennictwie mykologicznym odnotowany na niewielu stanowiskach, według niektórych autorów jest jednak dość częsty.
Naziemny grzyb mykoryzowy. Rośnie grupami w lasach iglastych, na ogół pod sosnami i pomiędzy borówkami.

## Znaczenie
Jest niejadalny z powodu gorzkiego smaku.